# Высшая школа прикладного искусства (Прага)
Высшая школа прикладного искусства в Праге (чеш. Vysoká škola uměleckoprůmyslová v Praze (VŠUP)) — государственное высшее учебное заведение в городе Прага для подготовки специалистов в области изобразительного искусства, дизайна, архитектуры, фотографии и мультипликации.

## История

### Основание
Школа была основана императором Францем Иосифом в 1885 году как Школа прикладного искусства (чеш. Umělecko-průmyslová škola v Praze (UPŠ)) и подчинялась Министерству культуры и образования. Временный устав школы был принят 15 октября 1885 года, впоследствии (26 сентября 1890) его сменил постоянный, действовавший несколько десятилетий.
На момент открытия была первым и единственным в Чехии учебным заведением в области искусств. Школа была разделена на 3-летнюю общую школу, выпускники которой продолжали обучение в 3-5-летних школах по следующим направлениям: архитектура, скульптура, рисунок, живопись, работа с металлом, резьба по дереву, изображение цветов, текстиль.
Преподавательский состав был сформирован из представителей авангарда чешской культуры. Первым директором школы был Франтишек Шморанц (младший), среди преподавателей можно отметить Франтишка Женишка (1885—1896), Йозефа Мысльбека (1885—1896), Якуба Шиканедера (1885—1923), Целду Клоучка (1887—1917), Феликса Йеневина (1890—1902), Фридриха Омана (1888—1898), Густава Шморанца (1887) .
Одними из первых выпускников школы были: Ян Прейслер, Станислав Сухарда, Йозеф Маржатка, Войцех Прейсиг, Франтишек Коблига, Богумил Кафка, Юлиус Маржак, Ярослав Горейц .
В 1896 году было утверждено развитие Академии изобразительных искусств с помощью её национализации, в результате чего в неё перешла часть педагогического состава Школы прикладных искусств и подготовка в школе сузилась до прикладных специальностей. Новым директором школы стал Йиржи Стибрал (1886—1920), а основой педагогического состава стали Станислав Сухарда, Ян Прейслер, Карел Машек, Алоис Дрыак, Ладислав Шалоун, Ян Котера, Алоис Фишарек.

### Модерн
На переломе столетий пражская школа стала одним из центров стиля модерн, воодушевленная успехами чешского искусства конца XIX века, которые были представлены на Всемирной выставке 1900 года в Париже и получили Гран-при.
В новое поколение студентов начала XX века вошли видные представители чешского кубизма и авангарда периода между Мировыми войнами: Йозеф Чапек, Вацлав Бенеш, Йозеф Гочар, Франтишек Кисела, Богумил Кубиста, Отакар Новотный, Линка Прохазкова, Ян Зрзавый, Вацлав Шпала, Йозеф Шима, Ярослав Ресслер, Эмилия Паличкова, Православ Котик, Карла Вобишова-Жакова.

### Чехословацкая республика
После создания Чехословакии в 1918 году Школа прикладных искусств пыталась организовать Высшую школу декоративных искусств (чеш. Vysoká škola dekorativního umění), но данная инициатива привела лишь к расширению полномочий.
С 1920 года школой руководил избранный ректор, а преподаванием в школе занимались Павел Янак, Франтишек Кисела, Ярослав Горейц, Вратислав Хуго Бруннер, Хелена Йогнова, а также Антонин Матейчек, Вацлав Вилем Штех и Яромир Печирка.
В первые годы существования независимого государства школа занималась созданием «нового национального стиля», основанного на течении Ар-деко (дальнейшее развитие модерна). В 1925 году школа представляла Чехословакию на Международной выставке декоративных искусств в Париже, где работы школы как были признаны международным сообществом, так и раскритикованы с позиций европейского авангарда.
Под сильным международным влиянием в конце 1920-х годов школа начала ориентироваться на конструктивизм и функционализм, архитектор Отакар Новотный был впечатлен немецким Баухаусом. Среди выпускников периода между 2 Мировыми войнами можно отметить: Ян Баух, Кирилл Боуда, Карл Черный, Тойен, Франтишек Фолтын, Людовит Фулла, Микулаш Галанда, Франтишек Гросс, Франтишек Гудечек, Йозеф Каплицкий, Антонин Кыбал, Зденек Скленарж, Карел Соучек, Ладислав Сутнар, Карел Сволинский, Йиржи Трнка и Ладислав Зивр.

### Оккупация и после войны
После закрытия всех чешских вузов в 1939 году в результате оккупации Германией, школа была присоединена к Академии искусств. Благодаря этому её развитие ускорилось и законом от 1946 года получила новый статус и название Высшая школа прикладного искусства (чеш. Vysoká škola uměleckoprůmyslová (VŠUP)). Годом позднее, в 1947 году, срок обучения был увеличен до 5 лет, были организованы ателье прикладной архитектуры, прикладной живописи, прикладной графики, текстиля, прикладной пластики, стекольного производства, фарфора и керамики.

### После февраля 1948
После коммунистического переворота 1948 года школа была подвергнута сильному влиянию политического и идеологического догматизма. Новые преподаватели были вынуждены подчиниться идеям социалистического реализма, а промышленные специальности (текстиль, стекло, металлы, керамика) сохранили высокий уровень подготовки. А 1950-х годах в школе начали преподавание известные деятели искусства, такие как Адольф Хоффмейстер. В эти годы школу окончили Вера Яноушкова, Гермина Мелихарова, Честмир Кафка, Милан Грыгар, Станислав Колибал, Станислав Либенский, Зденек Палцр, Адриена Шимотова, сестры Валовы, Йиржи Джон, Ева Кментова, Квета Пацовская, Олбрам Хоубек, Владимир Копецкий, Йиржи Балцар.
Заслугой школы была и высокая оценка чешского павильона на выставке Expo 58 в Брюсселе. В 1960-х годах срок обучения был увеличен до 6 лет, активно развивались специальности в области промышленного искусства, а также в 1959 году была присоединена к ВШУП кафедра промышленного дизайна из Школы искусств из города Злин.

### После 1968 года
Агрессивное подавление Пражской весны странами Варшавского блока сказалось в 1970-х годах и на школе. Из школы ушел ряд известных деятелей, которые определяли её уровень: Франтишек Музика, Адольф Хоффмейстер, Антонин Кыбал, Карел Словинский и Йиржи Трнка. Среди преподавателей школы на рубеже 70-80-х годов был известный мультипликатор Иржи Барта.
Политику школы начали определять функционалисты под руководством ректора Яна Шимоты (1973—1985) и сменившего его на этом посту Яна Микулы.

## Настоящее время
После ноября 1989 года школа была реорганизована. По состоянию на 2013 год школа состоит из 23 ателье на 5 кафедрах:
- Архитектуры
- Дизайна
- Изобразительного искусства
- Прикладного искусства
- Графики

Шестая кафедра ведет преподавание в области истории искусств и эстетики.

## Здание школы

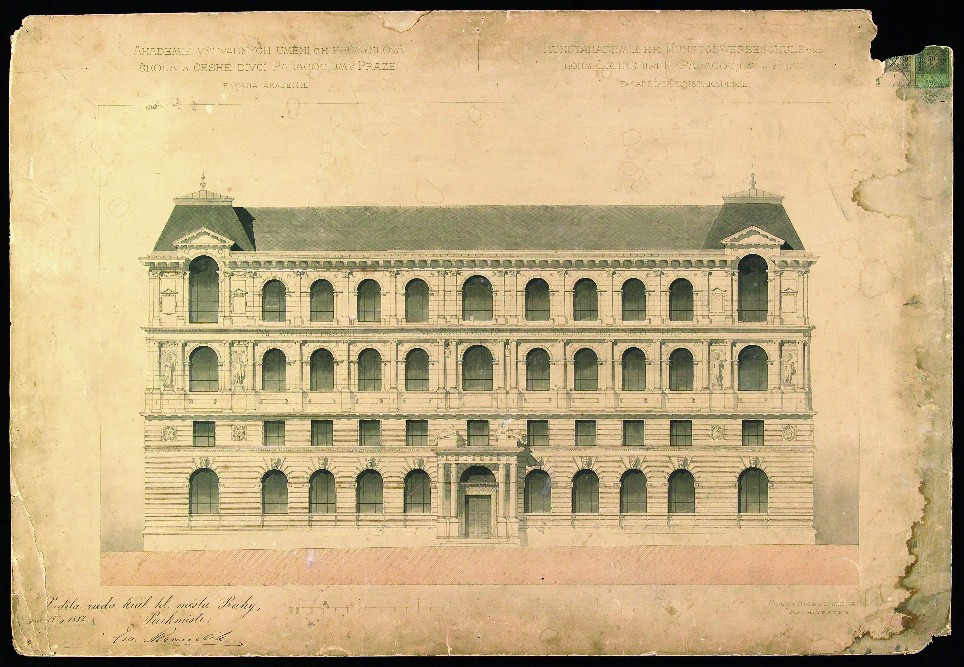
Проект здания школы (1882)

Здание школы было построено в 1882—1885 года по проекту Франтишка Шморанзе младшего и Яна Махитки, которые, без сомнения, использовали образы художественных академий в Париже и Вене. В первые годы школа использовала лишь одно крыло на Алшова набережной, часть здания до площади использовалась Академией художеств.
В конце 1990-х лет была начата подготовка к строительству нового здания ВШУП в пражском районе Дяблице по проекту архитектурного ателье Йозефа Плескота. Согласно проекту, здание будет расположено на пустыре, пустующем после сноса завода крупнопанельных изделий.

## Интересные факты
- Высшая школа прикладного искусства (ВШУП) иногда обозначается аббревиатурой UMPRUM, которая иногда неофициально применяется и к Музею прикладного искусства (чеш. Uměleckoprůmyslové muzeum (UPM)).
- Ежегодно ВШУП принимает участие в фестивале Designblok, в рамках которого можно посетить школу и ознакомиться с лучшими работами прошлых лет.